# 황호남
황호남(黄虎男, 1965년 8월 27일~)은 조선민주주의인민공화국의 통역관이다.
평양외국어대학 일본어학과를 나온 그는 자민당 부총재 가네마루 신이 1990년에 김일성을 만나기 위해 조선민주주의인민공화국의을 방문했을 때 통역을 맡았으며, 2000년에는 종군위안부 및 태평양전쟁 피해자 보상대책위의 서기장을 지냈다. 2002년과 2004년에 고이즈미 준이치로 총리가 평양에서 김정일과 정상회담을 하자 다시 통역으로 동석했다.
이후 그는 대외문화연락위원회 일본국장 및 부위원장을 지내며 폴란드와의 과학분야 협력 조인식에 참석하기도 했다.